# Axel Stordahl
Axel Stordahl (Staten Island, Nova Iorque, 8 de agosto de 1913 - Encino, Califórnia, 30 de agosto de 1963) foi um trompetista, arranjador e líder de banda americano, muito conhecido por seu trabalho junto ao jovem Frank Sinatra na década de 1940, pela Columbia Records. Com suas sofisticadas orquestrações, Stordahl ajudou a trazer arranjos pop para a era moderna.

## Vida
Nascido em Staten Island, em 1913, Axel, filhos de noruegueses, tinha como seu nome originalmente Odd Stordahl. Durante as décadas de 20 e 30, tocava trompete em diversas bandas de jazz. Em 1935, enquanto se organizava para tocar na banda de Bert Block, Tommy Dorsey contratou-o, e junto com ele contratou o outro trompetista Joe Bauer e o vocalista Jack Leonard, e os três formaram um grupo chamado The Three Esquires. Tommy permitiu que Axel desenvolvesse suas técnicas como diretor musical, o que não significava que ele não tocasse em alguns momentos.
Foi na banda de Tommy Dorsey que conheceu Frank Sinatra, para o qual compôs músicas durante toda a década de 40 e o começo dos anos 50. Axel provavelmente foi o compositor que mais compôs músicas para Sinatra, e foi muito importante para a carreira de Sinatra, pois quando se conheceram, Sinatra ainda não tinha tanta experiência, e Stordahl o ajudou criando músicas feitas para o tipo de voz de Sinatra.
No entanto, apesar de ter trabalhado bastante para Frank Sinatra, também trabalhou para outros grandes cantores como Bing Crosby, Doris Day, Dean Martin, Eddie Fisher e Dinah Shore.
Ele casou com June Hutton, cantora que substituiu Jo Stafford nos Pied Pipers, banda de cantores que trabalhou com Tommy Dorsey e Sinatra no inicio da carreira de Sinatra.

## Discografia

### Álbuns com seu próprio nome
- The Lure Of The Blue Mediterranean (Decca, 1959)
- Jasmin And Jade (Dot, 1960)
- The Magic Islands Revisited (Decca, 1961)
- Guitars Around The World (Decca, 1963)

### Álbuns com Frank Sinatra
- The Voice Of Frank Sinatra (Columbia, 1946)
- Songs By Sinatra (Columbia, 1947)
- Christmas Songs By Sinatra (Columbia, 1948)
- Frankly Sentimental (Columbia, 1949)
- Dedicated To You (Columbia, 1950)
- Point Of No Return (Capitol, 1962)